# Précocialité et altricialité
 (novembre 2024).

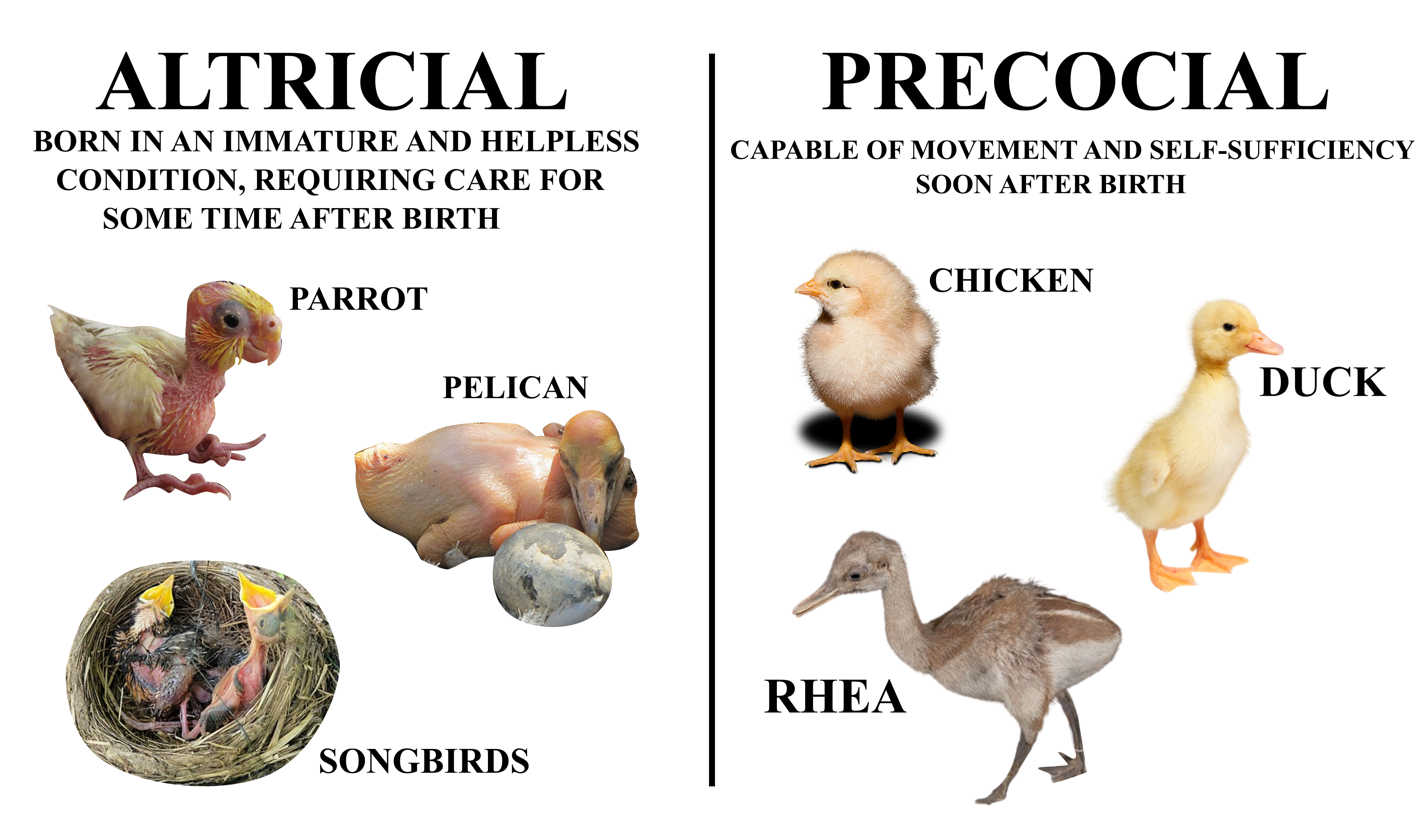
Diagramme des espèces d'oiseaux nidicoles et nidifuges

Les espèces précoces chez les oiseaux et les mammifères sont celles chez lesquelles les jeunes sont relativement matures et mobiles dès la naissance ou l'éclosion. Ils sont normalement nidifuges, ce qui signifie qu'ils quittent le nid peu de temps après l'éclosion. Les espèces nidicoles sont celles dont les jeunes sont sous-développés au moment de la naissance ou de l'éclosion, mais qui, avec l'aide de leurs parents, parviennent à maturité après la naissance. Ces catégories forment un continuum.
Chez les poissons, cette différence fait référence à la présence ou à l'absence d'estomac : les larves précoces en ont un alors que les poissons nidicoles n'en ont pas. Selon les espèces, les larves peuvent développer un estomac fonctionnel lors de la métamorphose ou rester sans estomac.

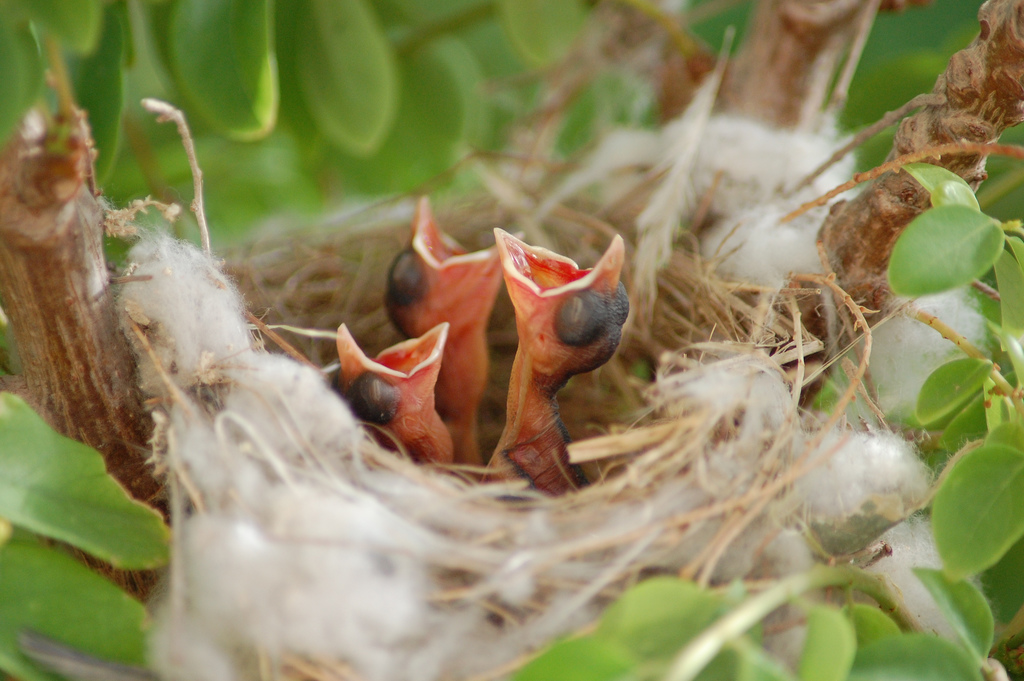
Jeunes oiseaux nidicoles

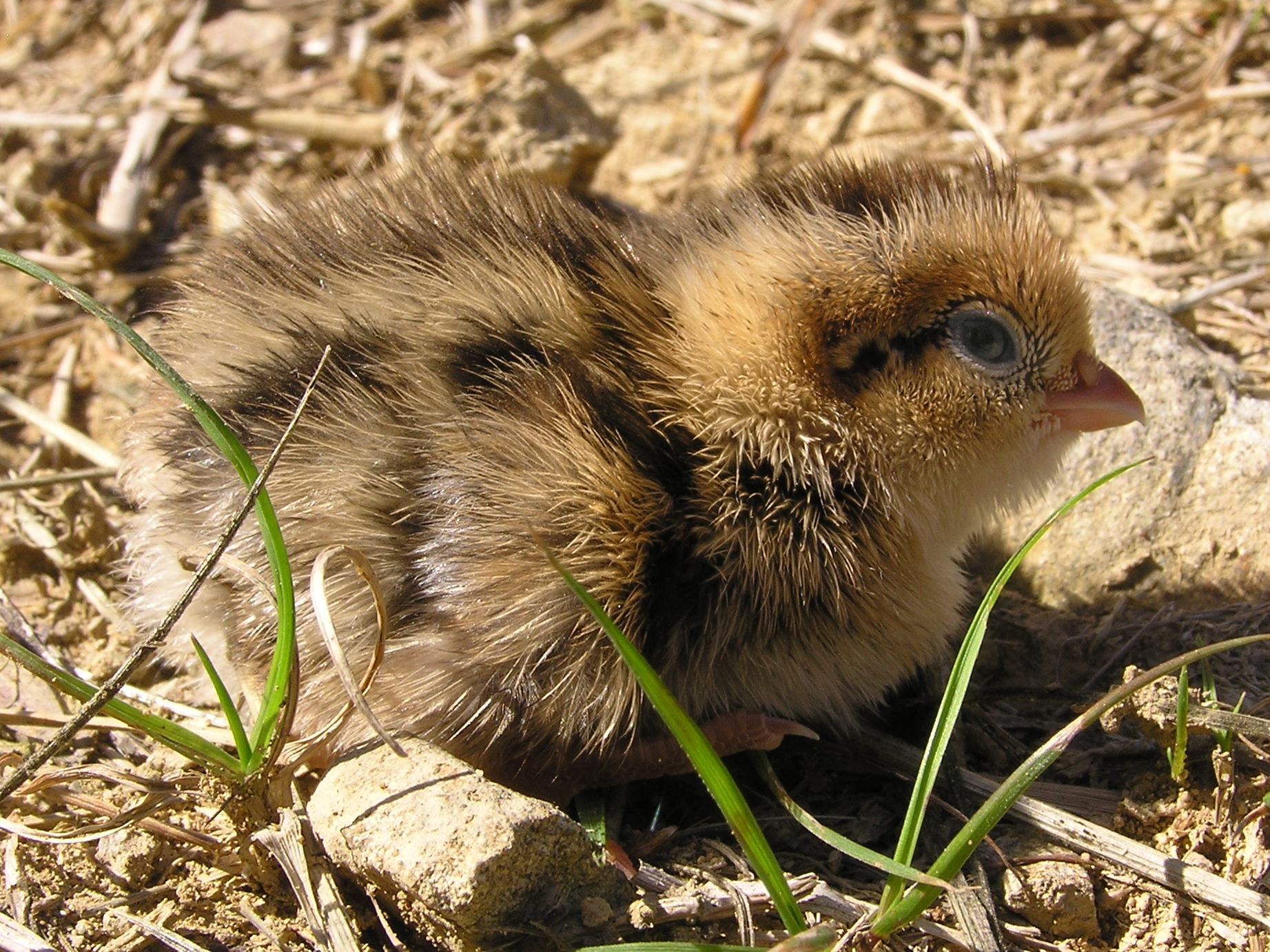
Poussin de caille de Californie (Callipepla californica), un poussin précoce

## Précocialité
Les jeunes précoces ont les yeux ouverts, des poils ou du duvet, un gros cerveau et sont immédiatement mobiles et capables de fuir ou de se défendre contre les prédateurs. Par exemple, chez les oiseaux qui nichent au sol, comme les canards ou les dindes, les oisillons sont prêts à quitter le nid en un jour ou deux. Chez les mammifères, la plupart des ongulés sont nidifuges, ils sont capables de marcher presque immédiatement après la naissance.

### Étymologie
Le mot « précoce » est dérivé du latin praecox qui signifie maturité précoce.

### Superprécocialité
Les espèces extrêmement précoces sont appelées « super précoces ». Les mégapodes par exemple ont des plumes de vol complètes à l'éclosion et certaines espèces peuvent même voler le jour même. Les enantiornithes  et les ptérosaures[réf. nécessaire] étaient également capables de voler peu de temps après l'éclosion.
Les petits du gnou bleu peuvent se tenir debout en moyenne six minutes après la naissance et marcher en trente minutes ;   ils peuvent distancer une hyène au bout d'une journée. Cela leur donne un avantage sur les autres herbivores ; ils sont 100 fois plus abondants dans la plaine du Serengeti que les bubales, leur plus proche parent. Les veaux bubales ne sont pas aussi précoces que les veaux gnous et mettent jusqu'à trente minutes avant de se lever et jusqu'à quarante-cinq minutes avant de pouvoir suivre leur mère sur de courtes distances. Ils sont incapables de suivre leur mère sur de longues distances avant l'âge d'une semaine.
Les mambas noirs sont très précoces : à l'éclosion ils sont totalement indépendants et sont capables de chasser des proies de la taille d'un petit rat.

### Phylogénie
On pense que la précocialité est un caractère ancestral chez les oiseaux. Les oiseaux nidicoles se retrouvent dans les groupes les plus éloignés. Il existe quelques preuves de précocialité chez les proto-oiseaux et les troodontidés. Les énantiornithes également étaient superprécoces comme les mégapodes, étant capables de voler peu de temps après l'éclosion. On a émis l'hypothèse que la superprécocialité empêchait les énantiornithines d'acquérir l'anatomie spécialisée des orteils observée chez les oiseaux nidicoles modernes.

## Altricialité

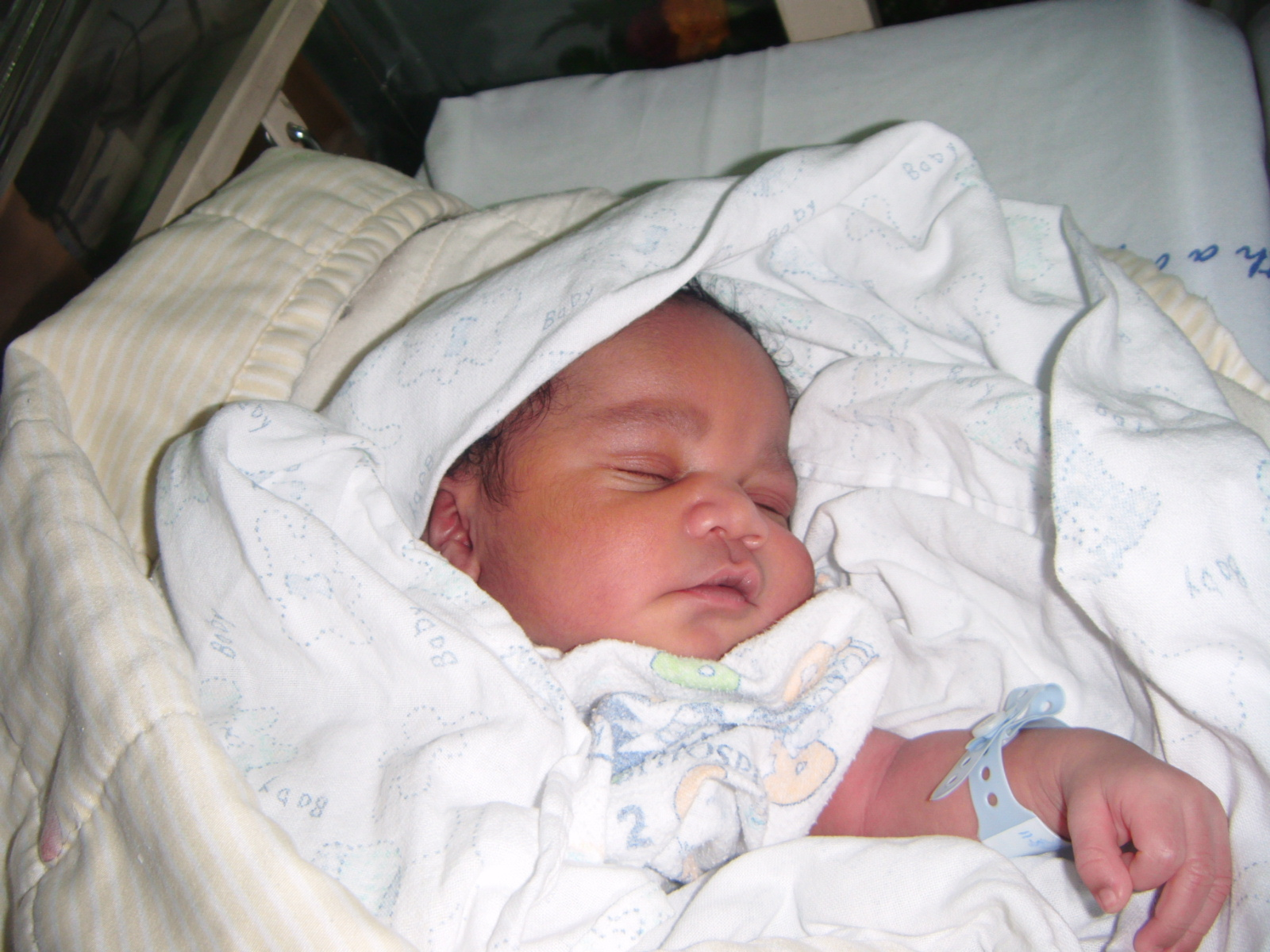
Un bébé humain, le jeune nidicole le plus connu

Chez les oiseaux et les mammifères, les espèces nidicoles sont celles dont les nouveau-nés sont peu mobiles, dépourvus de poils ou de duvet, sont incapables de se nourrir eux-mêmes et les adultes doivent en prendre soin ; leurs yeux sont fréquemment fermés, mais pas systématiques. Parmi les oiseaux nidicoles on retrouve les faucons, les hérons, les pics, les hiboux, les coucous et la plupart des passereaux. Parmi les mammifères, les marsupiaux et la plupart des rongeurs sont nidicoles. Les chats domestiques, les chiens et les primates, comme les humains, comptent parmi les organismes nidicoles les plus connus. Par exemple, les chats domestiques nouveau-nés ne peuvent pas voir, pas entendre, pas maintenir leur température corporelle, peuvent s'étouffer et ont besoin d'une stimulation externe pour déféquer et uriner. Le panda géant est notamment le plus grand mammifère placentaire à avoir des petits nidicoles et sans poils à la naissance. Le stade larvaire du développement des insectes est parfois considéré comme une forme nidicole, mais, en particulier chez les animaux eusociaux où les larves d'abeilles, de fourmis et de nombreux arachnides sont complètement différentes physiquement de leurs formes développées, ce stade du développement pourraient être considérés comme équivalents du stade embryonnaire des vertébrés.

### Étymologie
Le mot « altricialité » vient du latin alere, qui signifie « allaiter, élever ou nourrir », et indique le besoin des jeunes d'être nourris et soignés pendant une longue durée.

## Différences
L'écart entre les espèces nidifuges et nidicoles est particulièrement important chez les oiseaux. Les oiseaux nidifuges éclosent avec les yeux ouverts et sont couverts de plumes duveteuses qui seront bientôt remplacées par des plumes adulte. Ces oiseaux peuvent également nager et courir beaucoup plus tôt après l'éclosion que les jeunes nidicoles. Les oiseaux très précoces peuvent être prêts à quitter le nid après un court laps de temps après l'éclosion (24 heures, par exemple). De nombreux poussins précoces ne sont pas indépendants en matière de thermorégulation et dépendent de leurs parents qui les couvent pendant une courte période. Les oiseaux nidifuges trouvent leur propre nourriture, parfois avec l’aide ou les instructions de leurs parents. Parmi les oiseaux nidifuges, on trouve notamment le poulet domestique, de nombreuses espèces de canards et d'oies, les échassiers, les râles et l'hoazin.
Les oiseaux nidifuges pondent des œufs riches en protéines ; leurs petits éclosent au stade d'envol - capables de se protéger des prédateurs ; les femelles ont moins d'implication postnatale. Les oiseaux nidicoles ne peuvent pas apporter autant de nutriments au stade prénatal ; leurs œufs sont plus petits et leurs petits ont encore besoin de beaucoup d’attention et de protection contre les prédateurs. C'est peut-être lié à la sélection r/K ; cependant, ce modèle évolutif n'est pas toujours vérifié.
Chez les oiseaux, les jeunes des espèces nidicoles grandissent généralement plus vite que les jeunes des espèces nidifuges. On suppose que cela minimise l'exposition aux prédateurs.
Chez les mammifères, on pense que la grande taille des adultes favorise la production de jeunes grands et précoces, qui naissent après une période de gestation plus longue. Les jeunes de grande taille peuvent être associés à un comportement migratoire, à une période de reproduction prolongée et à une taille de portée réduite. Les stratégies nidicoles chez les mammifères, au contraire, se développent peut-être chez les espèces ayant un mode de vie moins migrateur et plus territorial, comme les carnivores, dont les mères portent un fœtus et se concentrent étroitement et personnellement sur son éducation, contrairement aux animaux nidifuges qui ne fournissent à leurs jeunes qu'une aide minimum et les laissent faire preuve d'instinct.
Les enfants, comme les jeunes primates, illustrent une combinaison de développement nidicole et nidifugue. Les nourrissons naissent avec une vue minimale, un corps de petite taille et potelé et des traits « frais » (une peau fine, un nez et des oreilles petits et de rares cheveux parfois inexistants). Cependant, cette étape est brève chez les primates ; leurs petits se développent rapidement et grandissent par poussées. Ce modèle de croissance unique permet une adaptabilité rapide car tout ce qui est appris avant l'adolescence est mémorisé sous forme d'instinct ; ce modèle contraste également avec celui des mammifères plus nidicoles, comme les rongeurs, qui restent largement immobiles et sous-développés jusqu'à ce qu'ils atteignent une taille proche de celle de leurs parents[réf. nécessaire].

## Terminologie
Chez les oiseaux, les termes altricial et précoce ont été créés par Carl Jakob Sundevall (1836), et les termes nidifuge et nidicole par Lorenz Oken en 1816. Les deux duos de termes étaient considérées comme identiques dans un premier temps, mais les significations sont légèrement différentes : « altricial » et « précoce » font référence aux stades de développement, tandis que « nidifuge » et « nidicole » font référence au fait de quitter ou de rester au nid.